# Liste der Bodendenkmäler in Hohenwart
Auf dieser Seite sind die Bodendenkmäler in dem oberbayerischen Markt Hohenwart zusammengestellt. Diese Tabelle ist eine Teilliste der Liste der Bodendenkmäler in Bayern. Grundlage ist die Bayerische Denkmalliste, die auf Basis des Bayerischen Denkmalschutzgesetzes vom 1. Oktober 1973 erstmals erstellt wurde und seither durch das Bayerische Landesamt für Denkmalpflege geführt wird. Die folgenden Angaben ersetzen nicht die rechtsverbindliche Auskunft der Denkmalschutzbehörde.

## Bodendenkmäler in Hohenwart
| Lage                               | Objekt | Akten-Nr.     | Bild                                          |
| ---------------------------------- | --- | ------------- | --------------------------------------------- |
| Adelshausener Straße 12 (Standort) | Mittelalterliche und frühneuzeitliche Befunde im Bereich der katholischen Pfarrkirche St. Sebastian in Freinhausen.                                                                                       | D-1-7334-0123 | Mittelalterliche und frühneuzeitliche Befunde |
| Kirchberg 5 (Standort)             | Mittelalterliche und frühneuzeitliche Befunde im Bereich der katholischen Pfarrkirche St. Pantaleon in Deimhausen.                                                                                        | D-1-7334-0126 |                                               |
| (Standort)                         | Mittelalterliche und frühneuzeitliche Befunde im Bereich des ehemaligen Schlosses in Freinhausen. | D-1-7334-0181 |                                               |
| (Standort)                         | Mittelalterliche und frühneuzeitliche Befunde im Bereich der katholischen Filialkirche St. Michael und Mariä Verkündigung in Steinerskirchen bei Freinhausen.                                             | D-1-7334-0182 | Mittelalterliche und frühneuzeitliche Befunde |
| (Standort)                         | Gräber des frühen Mittelalters. | D-1-7334-0183 |                                               |
| Dorfstraße 23 (Standort)           | Mittelalterliche und frühneuzeitliche Befunde im Bereich der katholischen Pfarrkirche St. Anna in Weichenried.                                                                                            | D-1-7334-0184 |                                               |
| (Standort)                         | Mittelalterliche und frühneuzeitliche Befunde im Bereich der katholischen Filialkirche St. Johann Baptist in Englmannszell bei Weichenried.                                                               | D-1-7334-0185 |                                               |
| (Standort)                         | Freilandstation des Jungpaläolithikums und des Mesolithikums. | D-1-7434-0003 |                                               |
| (Standort)                         | Wallanlage mittelalterlicher Zeitstellung. | D-1-7434-0046 |                                               |
| (Standort)                         | Siedlung vor- und frühgeschichtlicher Zeitstellung. | D-1-7434-0047 |                                               |
| (Standort)                         | Viereckiges Grabenwerk vor- und frühgeschichtlicher Zeitstellung. | D-1-7434-0049 |                                               |
| (Standort)                         | Mittelalterliche und frühneuzeitliche Befunde im Bereich der befestigten Marktsiedlung von Hohenwart. | D-1-7434-0052 |                                               |
| (Standort)                         | Siedlung vor- und frühgeschichtlicher Zeitstellung. | D-1-7434-0054 |                                               |
| Kirchstraße 13 (Standort)          | Mittelalterliche und frühneuzeitliche Befunde im Bereich der katholischen Pfarrkirche Unsere Liebe Frau in Hohenwart.                                                                                     | D-1-7434-0056 | Mittelalterliche und frühneuzeitliche Befunde |
| (Standort)                         | Mittelalterliche und frühneuzeitliche Befunde im Bereich der katholischen Pfarrkirche St. Ulrich in Lindach bei Weichenried.                                                                              | D-1-7434-0057 |                                               |
| Ortsstraße 17 (Standort)           | Mittelalterliche und frühneuzeitliche Befunde im Bereich der katholischen Filialkirche St. Stephan in Eulenried.                                                                                          | D-1-7434-0058 |                                               |
| (Standort)                         | Spätmittelalterliche und frühneuzeitliche Befunde im Bereich der ehemaligen Markttore von Hohenwart. | D-1-7434-0059 |                                               |
| (Standort)                         | Siedlung vor- und frühgeschichtlicher Zeitstellung. | D-1-7434-0065 |                                               |
| (Standort)                         | Siedlung vor- und frühgeschichtlicher Zeitstellung. | D-1-7434-0066 |                                               |
| (Standort)                         | Burgstall des Mittelalters. | D-1-7434-0067 |                                               |
| (Standort)                         | Mittelalterliche und frühneuzeitliche Befunde im Bereich des ehemaligen Schlosses von Englmannsberg bei Koppenbach.                                                                                       | D-1-7434-0075 |                                               |
| (Standort)                         | Siedlung vor- und frühgeschichtlicher Zeitstellung. | D-1-7434-0150 |                                               |
| Richildisstraße 15 (Standort)      | Mittelalterliche und frühneuzeitliche Befunde im Bereich der ehemaligen Burg, des ehemaligen Benediktinerinnenklosters und der katholischen Pfarr- und ehemaligen Klosterkirche St. Georg in Klosterberg. | D-1-7434-0152 | Mittelalterliche und frühneuzeitliche Befunde |
| (Standort)                         | Spätmittelalterliche und frühneuzeitliche Marktbefestigung von Hohenwart. | D-1-7434-0168 |                                               |